# Rolpaal (Ooststellingwerf)
Rolpaal (Stellingwerfs: Rolpaol, Fries: Rolpeal) is een buurtschap in de gemeente Ooststellingwerf, in de Nederlandse provincie Friesland. Het ligt ten zuidoosten van Haulerwijk, waaronder het ook formeel valt.
De buurtschap is vernoemd naar de rolpaal die aan de kruising staat van de Rolpaal met de Elleboogvaart. De buurtschap Rolpaal zelf ligt aan de gelijknamige weg en de Elleboogvaart tot aan waar de buurtschappen Koudenberg en Elleboog elkaar kruisen.
De weg van de Rolpaal werd na halfweg de twintigste eeuw verhard en loopt over in het grondgebied van het dorp Haule.